# 無綫電視慈善節目
無綫電視慈善節目（英語：TVB Charity Shows）是香港無綫電視每年為香港大型慈善機構舉辦的慈善籌款節目，多於星期六晚上於翡翠台播出，當中最大規模及最著名的是每年12月舉行的《歡樂滿東華》。

## 年度常規籌款節目
| 播出月份/時間    | 節目名             | 英文名                            | 受惠機構   | 時期                                         |
| ---------------- | ------------------ | --------------------------------- | ---------- | -------------------------------------------- |
| 1月              | 《慈善星輝仁濟夜》 | Yan Chai Charity Show             | 仁濟醫院   | 1985年至今                                   |
| 農曆新年大年初一 | 《保良局周年慶典》 | Po Leung Kuk Anniversary Special  | 保良局     | 2003年至今                                   |
| 3月              | 《博愛歡樂傳萬家》 | Pok Oi Charity Show               | 博愛醫院   | 1986年至今                                   |
| 5月              | 《萬眾同心公益金》 | Community Chest Charity Show      | 香港公益金 | 1988年、1989年、 1991年、1993年、 1995年至今 |
| 7月              | 《明愛暖萬心》     | Caritas Star Studded Charity Show | 香港明愛   | 1997年至今                                   |
| 9月或10月        | 《星光熠熠耀保良》 | Gala Spectacular                  | 保良局     | 1981年至今                                   |
| 8月或9月或10月   | 《善心滿載仁愛堂》 | Yan Oi Tong Charity Show          | 仁愛堂     | 1995年至今                                   |
| 12月             | 《歡樂滿東華》     | Tung Wah Charity Show             | 東華三院   | 1974年至今                                   |

### 記事
- 《歡樂滿東華》（1979年至今）前身為《歡樂今宵之東華籌款晚會》（1974年至1978年）
- 《歡樂滿東華》曾更名為：
  - 《愛心滿東華》（1986年）
  - 《善心滿東華》（2019年）
- 《慈善星輝仁濟夜》（1987年至今）前身為《仁濟行善同歡樂》（1985年至1986年）
- 《萬眾同心公益金》（1995年至今）前身為：
  - 《公益金群星百萬唱》（1988年）
  - 《群星共賀公益金》（1989年）
  - 《公益金輝慈善夜》（1991年）
  - 《公益金輝廿五年》（1993年）
  - 《公益金新勢力演唱會》（1995年）
- 《萬眾同心公益金》曾更名為：
  - 《萬眾同心公益金牽手連心為公益》（1995年）
  - 《公益金疫境同心濟社群》（2003年第一次）
  - 《萬眾同心公益金35週年》（2003年第二次）
  - 《萬眾同心公益金40年》（2008年）
  - 《公益金萬眾同心50年》（2019年）
- 《善心滿載仁愛堂》（2008年至今）前身為《星光燦爛仁愛堂》（1995年至2008年）
- 《善心滿載仁愛堂》曾於不同時間舉行：
  - 2022年提早至8月
- 《博愛歡樂傳萬家》（1986年至今）曾更名為：
  - 《博愛獎門人百集慶典同歡樂》（2001年）
  - 《博愛無敵獎門人》（2009年）
- 《明愛暖萬心》（1997年至今）曾更名為《明愛金禧暖萬心》（2003年）
- 《保良局周年慶典》（2003年至今）每年名稱不同，參見：無綫電視賀年節目列表
- 《星光熠熠耀保良》（1989年至今）的前身為：
  - 《星光熠熠勁爭輝》（1981年1984年）
  - 《白金巨星耀保良》（1985年1988年）
- 《星光熠熠耀保良》曾於不同時間舉行：
  - 2007年提早至6月
  - 2008年提早至5月
  - 2017年延至12月
  - 2019年延至翌年3月
  - 2021年延至11月

## 其他年度節目
- 護苗基金曾於1999年、2000年及2004年舉辦《護苗基金星輝夜》
- 東華三院曾於1999年至2011年農曆新年舉辦《東華愛心慶歡騰》
- 仁濟醫院曾於2015年3月舉辦《重燃生命慈善夜》
- 九龍樂善堂曾於1990年舉辦《今宵齊頌樂善堂》
- 由2016年開始，會播出長者安居協會節目
- 由2017年開始，每年1月會播出榕光社節目

## 相關
- 香港慈善活動列表